# Chekri Ganem

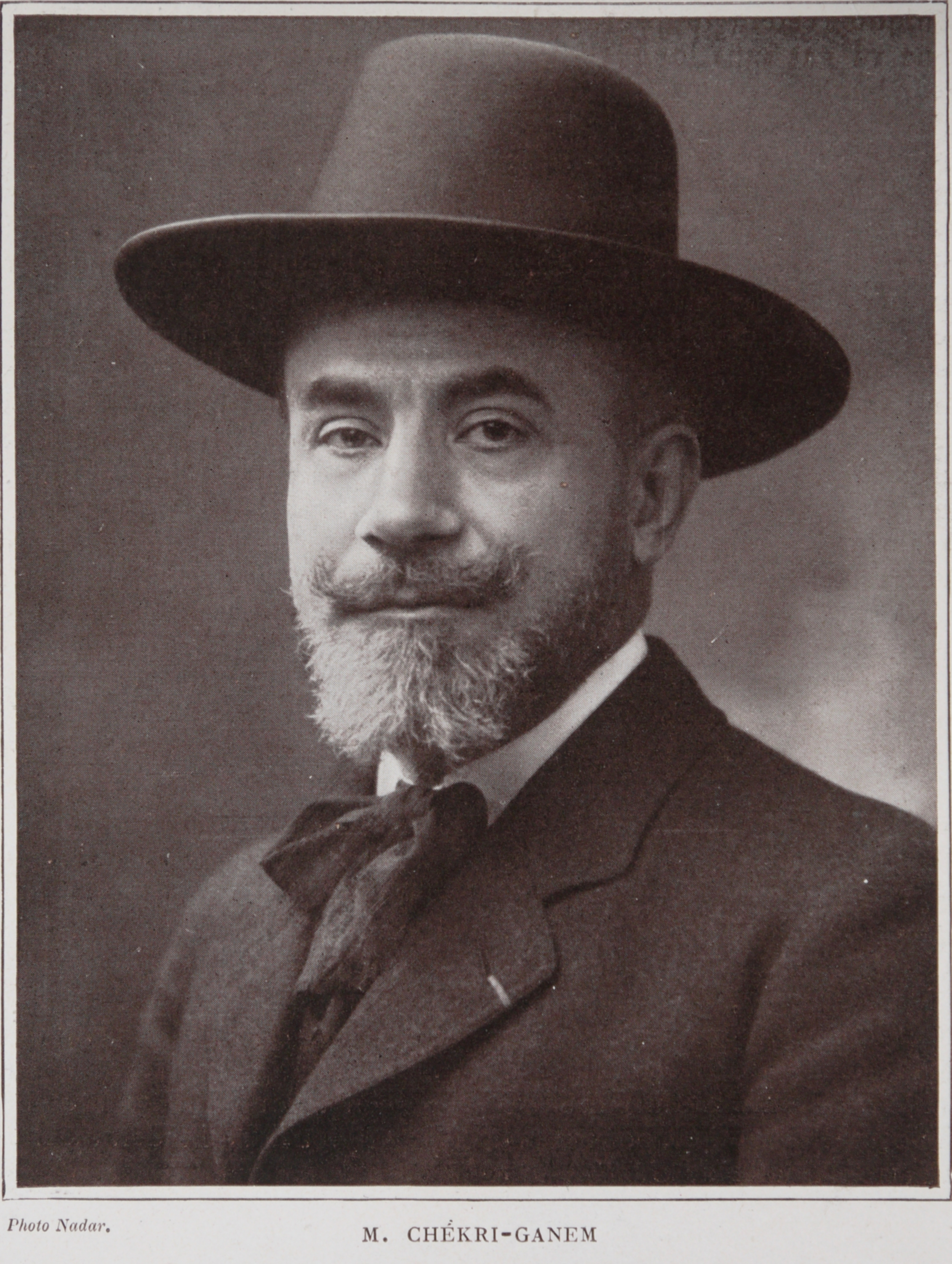
Chekri Ganem

Chekri Ganem (Chukri Ghanem, * 1861 in Beirut; † 1929) war ein französischsprachiger libanesischer Journalist und Schriftsteller.
Der vehemente Verfechter der Unabhängigkeit Libanons vom Osmanischen Reich verbrachte den größten Teil seines Lebens im Exil. Nach Aufenthalten in Ägypten und Tunesien kam er nach Frankreich, wo er 1913 Vizepräsident des in Paris stattfindenden Congrès Arabe-Syrien war.
Er gründete die Zeitschrift Al Mostaqbal und veröffentlichte 1896 seinen Gedichtband Ronces et Fleurs. 1908 erschien seine Novelle Da'ad. Außerdem verfasste er zahlreiche Theaterstücke, darunter Antar, das 1910 aufgeführt wurde. Gabriel Duponts gleichnamige Oper wurde von der Kritik sowohl für ihre literarische als auch ihre
musikalische Qualität gelobt. Ganems Stück Giaour wurde 1914 von Marc Delmas vertont.
| Personendaten    | Personendaten                |
| ---------------- | ---------------------------- |
| NAME             | Ganem, Chekri                |
| ALTERNATIVNAMEN  | Ghanem, Chukri               |
| KURZBESCHREIBUNG | libanesischer Schriftsteller |
| GEBURTSDATUM     | 1861                         |
| GEBURTSORT       | Beirut                       |
| STERBEDATUM      | 1929                         |